# A bolond egy napja
A bolond egy napja (eredeti címén Dzień świra) egy lengyel drámai elemeket is hordozó filmszatíra, melyet 2002-ben mutattak be. A filmet Marek Koterski rendezte, a főhőse a rendező más filmjeiben más karakterekként is megjelenő Adaś Miauczyński, aki egy kényszerbetegségekkel küzdő középiskolai tanár. A film számos díjat elnyert, Lengyelországban kultikus státuszra tett szert.

## Cselekmény
A történet Adaś egy napját meséli el, melyet gyakorlatilag elejétől a végéig ő narrál, és csak időnként szakítják meg párbeszédek. Adaś egy 49 éves középiskolai tanár, aki a film elején is láthatóan számos kényszerességgel küzd. Reggel egy panellakásban ébred, és rögtön kifejti, mennyire utálja az egész környezetét. Ezután egy bizarr reggeli rituálét ad elő, majd a tévét nézi és benne a politikusok vitáját. Képzeletében megjelenik a lengyel zászló, amit miközben széttépnek, az vérzik. Ezután verset próbál írni, de nem nagyon sikerül, mert az alatta lakó Chopint hallgat nagyon hangosan. Mielőtt munkába indulna, Adaś véletlenül beveri a fejét, ezért kénytelen a sebet egy ragtapasszal leragasztani, majd indulás előtt még megcsókolja egy Jézus-szobor lábát.
Miközben órát tart diákjainak, egészen beleéli magát Adam Miczkiewicz egyik művébe. Egy lány szemlátomást érdeklődik az általa előadottak iránt, ám nagy csalódottságára mindössze arra kíváncsi, hogyan sebesült meg. A dühös Adaś otthagyja az órát, majd felveszi szánalmasan kevés fizetését, és közben azon lamentál, hogy mindössze ez jár annyi év tanulás után. Napja csak még rosszabb lesz, amikor találkozik anyjával (aki szerinte megkeserítette az egész életét), exnejével, valamint fiával, és közben egyre csak az első szerelméről fantáziál, akivel, szerinte, minden tökéletes lett volna.
Mivel az idegkimerültség jeleit mutatja, úgy határoz, hogy leutazik a tengerpartra, de már a vonatúton is számos bosszúság éri. A tengerparton aztán egy sirály nem hagyja pihenni, majd miközben aludni próbál, megjelenik előtte első szerelme, akiről végül úgy gondolja, hogy túl tökéletes a pocsék életéhez.
Amikor hazatér, reklámokat néz a tévében, amik kivétel nélkül valami ocsmányságot hirdetnek. Undorában kikapcsolja a tévét és kiáll az erkélyre, miközben szavalja a "lengyelek imádságát", amit vele egyszerre az összes lakó is megtesz (ez lényegében egy "dögöljön meg a szomszéd lova is" jellegű monológ). Ezután lefeküdne aludni, de nem tud, a felette lakó rendőrnő miatt. Felmegy hozzá, de amikor meglátja, hogy csak a kislánya ejtett le egy labdát, megnyugszik. Nagy szerelmére gondolva alszik el végül a nap végén.

## Szereplők
| Szerep            | Színész                 | Magyar hang     |
| ----------------- | ----------------------- | --------------- |
| Adaś              | Marek Kondrat           | Tordy Géza      |
| Adaś anyja        | Janina Traczykówna      | Kassai Ilona    |
| Sasiad            | Andrzej Grabowski       | Várkonyi András |
| Syn Sylwuś, a fia | Michal Koterski         | Molnár Levente  |
| Byla Zona         | Joanna Sienkiewicz      | Molnár Zsuzsa   |
| Ela               | Monika Donner-Trelińska |                 |

## Kritika
A filmet behatóan elemezték a Spirit FM "Önkényes Mérvadó" című műsorában, ahol Puzsér Róbert elmondta, hogy úgy érzi, mintha a történetet csak róla írták volna. Műsorvezető-társaival kielemezve a filmet azt feltétlen megtekintésre ajánlották, mint a rendszerváltás utáni értelmiség sorstragédiáját. Mint elmondták, Adaś a filmben folyamatosan a saját sorsán lamentál, miközben bizonyos szempontból ő is felelős azért, hogy idáig jutott, de ezt nem ismeri be. Összehasonlításra került a film a magyar Roncsfilmmel, megjegyezve, hogy a magyar filmművészet adósa maradt a posztszocialista időszak ilyen jellegű feldolgozásával.

## Forráshivatkozások
1. ↑  FilmPolski.pl (lengyel nyelven). FilmPolski. (Hozzáférés: 2022. április 3.)
2. ↑  „Önkényes Mérvadó 2021#72 - A bolond egy napja; Pa-dö-dő - Kiabálj!” (hu-HU nyelven).

## További hivatkozások
- A bolond egy napja a PORT.hu-n (magyarul)
- A bolond egy napja az Internet Movie Database-ben (angolul)
- A bolond egy napja a Rotten Tomatoeson (angolul)
- A bolond egy napja a Box Office Mojón (angolul)
- Kritika a "Variety" oldalon